# Masaru Ogawa
Pour les articles homonymes, voir Ogawa.
Masaru Ogawa (en japonais : 小川勝), né le 12 octobre 1964 à Tokyo au Japon, est un patineur artistique japonais, quadruple champion du Japon de 1984 à 1987.

## Biographie

### Carrière sportive
Masaru Ogawa monte six fois sur le podium des championnats du Japon dont quatre fois sur la plus haute marche de 1984 à 1987.
Il représente son pays à trois mondiaux juniors (1978 à Megève, 1980 à Megève et 1981 à London), cinq mondiaux (1983 à Helsinki, 1984 à Ottawa, 1985 à Tokyo, 1986 à Genève et 1987 à Cincinnati) et aux Jeux olympiques d'hiver de 1984 à Sarajevo.
Il participe également à plusieurs Skate America, Skate Canada et Trophée NHK.
Il quitte les compétitions sportives après les mondiaux de 1987.

### Reconversion
Après avoir pris sa retraite sportive, il devient docteur en chirurgie dentaire.

## Palmarès
| Compétition                   | 1978    | 1979    | 1980    | 1981    | 1982    | 1983    | 1984    | 1985    | 1986    | 1987    |  |  |  |  |
| Jeux olympiques d'hiver       |         |         |         |         |         |         | 14e     |         |         |         |  |  |  |  |
| Championnats du monde         |         |         |         |         |         | 17e     | 14e     | 14e     | 10e     | 12e     |  |  |  |  |
| Championnats du Japon         |         |         |         | 3e      |         | 3e      | 1er     | 1er     | 1er     | 1er     |  |  |  |  |
| Championnats du monde juniors | 13e     |         | 13e     | 4e      |         |         |         |         |         |         |  |  |  |  |
|                               |         |         |         |         |         |         |         |         |         |         |  |  |  |  |
| Autres Compétitions           | 1977/78 | 1978/79 | 1979/80 | 1980/81 | 1981/82 | 1982/83 | 1983/84 | 1984/85 | 1985/86 | 1986/87 |  |  |  |  |
| Skate America                 |         |         |         |         |         | 8e      | 4e      |         | 5e      |         |  |  |  |  |
| Skate Canada                  |         |         |         |         |         |         | 3e      | 3e      |         |         |  |  |  |  |
| Trophée NHK                   |         |         |         |         |         | 5e      |         | 9e      | 4e      | 4e      |  |  |  |  |
|                               |         |         |         |         |         |         |         |         |         |         |  |  |  |  |